# Cyanallapoderus
Cyanallapoderus es un género de coleópteros curculionoideos de la familia Attelabidae. En 2003 Legalov describió el género como subgénero de Allapoderus; la especie tipo es Apoderus cyaneovirens (Jekel, 1860). Esta es la lista de especies que lo componen:
- Cyanallapoderus africanus
- Cyanallapoderus brazzavilensis
- Cyanallapoderus cyaneovirens
- Cyanallapoderus congoanus